# Llista d'eleccions generals espanyoles

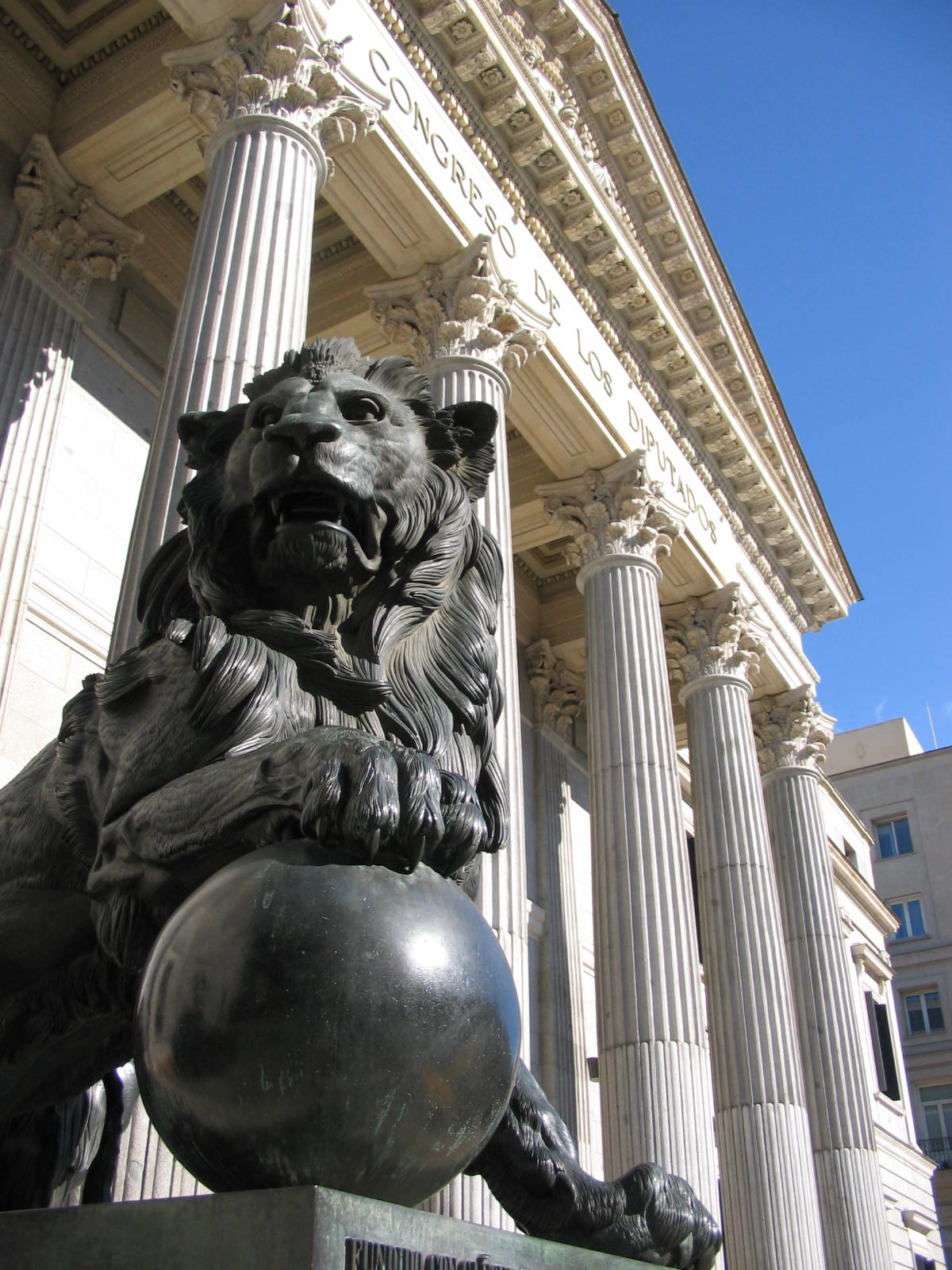
Imatge del Congrés dels Diputats a Madrid.

La llista d'eleccions generals celebrades a Espanya s'inicia amb l'elecció de diputats a les Corts de Cadis durant la Guerra del Francès (1808-1814) que portà a la redacció de la primera constitució espanyola el 1812, seguint l'intent de renovació de corts el 1813, estroncada per la restauració de l'absolutisme per Ferran VII. El període absolutista fou interromput pel Trienni Liberal (1820-1823), durant el qual es feren dues convocatòries d'eleccions, però novament restaurat el poder absolut del monarca, no tornarà a haver-hi eleccions a Espanya fins a la seva mort. Poc abans havia promulgat la Pragmàtica Sanció, possibilitat que la seva filla Isabel pogués accedir al tron en detriment de l'infant Carles, germà del rei. Aquest va revoltar-se contra la nova reina i la reina regent, Maria Cristina de Borbó, que hagué d'aliar-se amb els liberals per mantenir la corona de la seva filla. Des d'ençà aleshores, de forma progressiva s'anaren fent reformes establint un estat de tall liberal. A través de diverses legislacions es convocaren eleccions al llarg dels anys, segons l'estabilitat del moment.
Durant el segle xix, en termes generals, les eleccions van ser sempre amb un sufragi censatari que restringia la base electoral, tret de les primeres convocatòries i les del Sexenni Democràtic, i el sufragi universal masculí va ser restablert el 1891, durant la Restauració, que s'ampliaria amb el sufragi universal total, incloent-hi les dones, el 1933 durant la Segona República. El franquisme va tallar la celebració d'eleccions lliures i només amb l'arribada de la democràcia, durant la Transició, es van tornar a celebrar eleccions generals el 1977.

## Llista d'eleccions generals espanyoles
- Eleccions generals espanyoles de 1810
- Eleccions generals espanyoles de 1813
- Eleccions generals espanyoles de 1820
- Eleccions generals espanyoles de 1822

### Regnat d'Isabel II
- Eleccions generals espanyoles de 1834
- Eleccions generals espanyoles de febrer de 1836
- Eleccions generals espanyoles de juliol de 1836
- Eleccions generals espanyoles d'octubre de 1836
- Eleccions generals espanyoles de 1837
- Eleccions generals espanyoles de 1839
- Eleccions generals espanyoles de 1840
- Eleccions generals espanyoles de 1841
- Eleccions generals espanyoles de febrer de 1843
- Eleccions generals espanyoles de setembre de 1843
- Eleccions generals espanyoles de 1844
- Eleccions generals espanyoles de 1846
- Eleccions generals espanyoles de 1850
- Eleccions generals espanyoles de 1851
- Eleccions generals espanyoles de 1853
- Eleccions generals espanyoles de 1854
- Eleccions generals espanyoles de 1857
- Eleccions generals espanyoles de 1858
- Eleccions generals espanyoles de 1863
- Eleccions generals espanyoles de 1864
- Eleccions generals espanyoles de 1865
- Eleccions generals espanyoles de 1867

### Sexenni Democràtic
- Eleccions generals espanyoles de 1868
- Eleccions generals espanyoles de 1869
- Eleccions generals espanyoles de 1871
- Eleccions generals espanyoles d'abril de 1872
- Eleccions generals espanyoles d'agost de 1872
- Eleccions generals espanyoles de 1873

### Restauració borbònica
- les Eleccions generals espanyoles de 1876
- Eleccions generals espanyoles de 1879
- Eleccions generals espanyoles de 1881
- Eleccions generals espanyoles de 1884
- Eleccions generals espanyoles de 1886
- Eleccions generals espanyoles de 1891
- Eleccions generals espanyoles de 1893
- Eleccions generals espanyoles de 1896
- Eleccions generals espanyoles de 1898
- Eleccions generals espanyoles de 1899
- Eleccions generals espanyoles de 1901
- Eleccions generals espanyoles de 1903
- Eleccions generals espanyoles de 1905
- Eleccions generals espanyoles de 1907
- Eleccions generals espanyoles de 1910
- Eleccions generals espanyoles de 1914
- Eleccions generals espanyoles de 1916
- Eleccions generals espanyoles de 1918
- Eleccions generals espanyoles de 1919
- Eleccions generals espanyoles de 1920
- Eleccions generals espanyoles de 1923

### Segona República Espanyola
- Eleccions generals espanyoles de 1931
- Eleccions generals espanyoles de 1933
- Eleccions generals espanyoles de 1936

### Monarquia constitucional
- Eleccions generals espanyoles de 1977
- Eleccions generals espanyoles de 1979
- Eleccions generals espanyoles de 1982
- Eleccions generals espanyoles de 1986
- Eleccions generals espanyoles de 1989
- Eleccions generals espanyoles de 1993
- Eleccions generals espanyoles de 1996
- Eleccions generals espanyoles de 2000
- Eleccions generals espanyoles de 2004
- Eleccions generals espanyoles de 2008
- Eleccions generals espanyoles de 2011
- Eleccions generals espanyoles de 2015
- Eleccions generals espanyoles de 2016
- Eleccions generals espanyoles d'abril de 2019
- Eleccions generals espanyoles de novembre de 2019
- Eleccions generals espanyoles de 2023